# Asjot Sarkisov
Asjot Arakelovitj Sarkisov (ryska: Ашот Аракелович Сарки́сов), född 30 januari 1924 i Tasjkent, död 17 oktober 2022 i Moskva, var en rysk kärnfysiker och forskare som arbetade med atomubåtsteknik, kärnkraftssäkerhet och avveckling av kärntekniska anläggningar.

## Karriär
Sarkisov påbörjade studier vid Felix Dzerzjinskij-skolan för högre sjökrigsingenjörskonst (ryska: Высшее военно-морское инженерное училище имени Ф. Э. Дзержинского) 1941. Därefter tjänstgjorde han i kriget vid östfronten under andra världskriget och återupptog studierna 1945. Från 1948 studerade han även vid Leningrads universitet. Sarkisov blev teknologie doktor 1968. Sedan 1994 är han fullvärdig ledamot av Rysslands Vetenskapsakademi, och 2007 mottog han dess utmärkelse Alexandrovguldmedaljen (ryska: Золотая медаль имени А. П. Александрова). Sarkisov pensionerades från flottan som viceamiral.
Ett av Sarkisovs forskningsområden har varit marina tillämpningar av dynamiska kärnkraftsprocesser, i synnerhet hur dessa påverkas av kraftiga mekaniska stötar. Sarkisov har också arbetat med avveckling av kärnteknikanläggningar i Nordvästra Ryssland, för vilket han tillsammans med Lars G Larsson tilldelades Global Energy Prize 2014.